# 大沢野大橋
大沢野大橋（おおさわのおおはし）は、富山県富山市の神通川に架かる一般県道八尾大沢野線の橋である。

## 概要（現在の橋）
- 左岸：富山県富山市葛原
- 右岸：富山県富山市岩木新
- 形式：合成鈑桁、PCT桁橋[1]
- 橋長：519.66 m[2]
- 幅員：9.25 m[1]（車道6.75 m、歩道2.5 m[2]）
- 竣工：1981年（昭和56年）10月5日[2]
- 総工事費：12億4,700万円[2]

## 沿革
1951年（昭和26年）6月、初代の橋にあたる釣り橋が地元からの熱い要望により神通川の水面部分に架橋された。しかし河原は徒歩での移動を余儀無くされていたことから、1953年（昭和28年）12月、黒瀬谷村（現・富山市）が大沢野町（現・富山市）へ合併する際の条件として永久橋建設が立案された。その後、北陸電力、前田建設工業との協力を得る交渉が実り、1956年（昭和31年）、全長263m、幅員4.2mの永久橋を総工費2,100万円で架設し、同年5月15日に渡橋式が挙行された。
その後、同橋も老朽化した上、増水の度に危険防止上通行止めになることもしばしばで、利用する町民の生活に支障が出ていたため、1975年（昭和50年）4月、大沢野町、大沢野町議会、地元住民らで『大沢野大橋架換期成同盟会』が結成された。これらの努力が実り、1981年（昭和56年）10月5日に現在の橋が竣工した。